# Gao Chen
Gao Chen (xinès simplificat: 高晨, pinyin: Gāo Chén; Dalian, Liaoning, 11 d'agost de 1992) és una futbolista xinesa. Va representar a la Xina a la competició de futbol dels Jocs Olímpics d'estiu de 2016. També juga al Changchun Zhuoyue a la Super League xinesa.
Va formar-se a la Universitat Normal de Beijing. Gao va formar part de la selecció xinesa que va guanyar la Copa Asiàtica de l'AFC 2023.
El 2021, mentre jugava al Changchun, va ser líder d'assistències a la CWSL. La seua actuació li va permetre ser convocada a la selecció després d'una absència de 4 anys.